# Coryphaenoides
Coryphaenoides è un genere di pesci ossei abissali appartenente alla famiglia Macrouridae.

## Distribuzione e habitat
I membri del genere si incontrano in tutti i mari e gli oceani. Nel mar Mediterraneo si incontrano due specie: Coryphaenoides guentheri (raro) e C. mediterraneus.

## Specie
- Coryphaenoides acrolepis
- Coryphaenoides affinis
- Coryphaenoides alateralis
- Coryphaenoides altipennis
- Coryphaenoides anguliceps
- Coryphaenoides ariommus
- Coryphaenoides armatus
- Coryphaenoides asper
- Coryphaenoides asprellus
- Coryphaenoides boops
- Coryphaenoides brevibarbis
- Coryphaenoides bucephalus
- Coryphaenoides bulbiceps
- Coryphaenoides camurus
- Coryphaenoides capito
- Coryphaenoides carapinus
- Coryphaenoides carminifer
- Coryphaenoides castaneus
- Coryphaenoides cinereus
- Coryphaenoides delsolari
- Coryphaenoides dossenus
- Coryphaenoides dubius
- Coryphaenoides fernandezianus
- Coryphaenoides ferrieri
- Coryphaenoides filamentosus
- Coryphaenoides filicauda
- Coryphaenoides filifer
- Coryphaenoides grahami
- Coryphaenoides guentheri
- Coryphaenoides gypsochilus
- Coryphaenoides hextii
- Coryphaenoides hoskynii
- Coryphaenoides lecointei
- Coryphaenoides leptolepis
- Coryphaenoides liocephalus
- Coryphaenoides longicirrhus
- Coryphaenoides longifilis
- Coryphaenoides macrolophus
- Coryphaenoides marginatus
- Coryphaenoides marshalli
- Coryphaenoides mcmillani
- Coryphaenoides mediterraneus
- Coryphaenoides mexicanus
- Coryphaenoides microps
- Coryphaenoides microstomus
- Coryphaenoides murrayi
- Coryphaenoides myersi
- Coryphaenoides nasutus
- Coryphaenoides oreinos
- Coryphaenoides orthogrammus
- Coryphaenoides paramarshalli
- Coryphaenoides profundicolus
- Coryphaenoides rudis
- Coryphaenoides rupestris
- Coryphaenoides semiscaber
- Coryphaenoides serrulatus
- Coryphaenoides sibogae
- Coryphaenoides spinulosus
- Coryphaenoides striaturus
- Coryphaenoides subserrulatus
- Coryphaenoides thelestomus
- Coryphaenoides tydemani
- Coryphaenoides woodmasoni
- Coryphaenoides yaquinae
- Coryphaenoides zaniophorus[1]